# 篠崎小竹
篠崎 小竹（しのざき しょうちく、天明元年4月14日〈1781年5月7日〉 - 嘉永4年5月8日〈1851年6月7日〉）は、江戸時代後期の日本の儒学者・書家。
本姓は加藤氏。幼名は金吾、名は弼（たすく）、字は承弼、小竹は号で別号に畏堂・南豊・聶江・退庵・些翁などがある。通称は長左衛門。

## 生涯
天明元年（1781年） 、豊後国の医師・加藤周貞の次男として大坂に生まれる。
9歳で篠崎三島の私塾梅花社に入門し、古文辞学を受ける。三島に後継ぎがなく13歳の時に望まれて養子となる。しかし、江戸幕府による寛政の改革が進む中、頼山陽に感化されると養家を抜け出し、江戸に遊学。尾藤二洲に学び古賀精里の門をくぐって朱子学者に転向する。その後、養父・三島に詫びて和解がなり、梅花社を継いでいる。三島にも勝って塾は栄え、多くの門弟を育てた。
詩・書に優れ、書籍を刊行しようとする者のほとんどが小竹に序・題・跋などの文章を求めるほど人気があった。篆刻も得意とし稲毛屋山の『江霞印影』にその印が掲載されている。温厚で社交好きな性格だったこともあり、関西学芸界の名士となった。頼山陽とは、養父・三島が菅茶山と悶着のあった春水の長子・山陽を預かることとなり、小竹はすぐさま山陽の才能を見抜き、茶山との間柄を取り持ち常に山陽を擁護した。その友情は山陽の死後も続き、遺児の面倒までみている。また、大塩平八郎とも養父・三島に初読を習った弟子である関係で交流があったが、平八郎は陽明学者で朱子学者とは犬猿の仲であり、兄弟子である小竹とも学説上の対立があった。
嘉永4年（1851年）、死去。享年71。大坂天満天徳寺に葬られた。
大正13年（1924年）、従五位を追贈された。

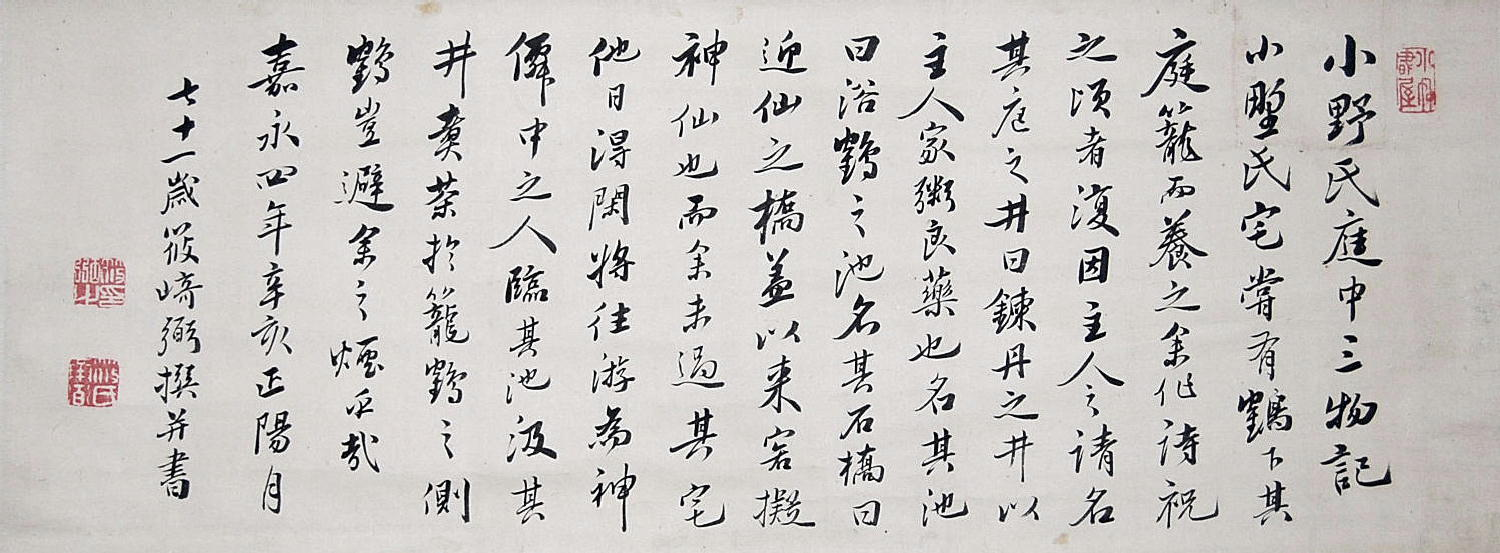
《小野氏庭中三物記》

## 書画作品
- 「小野氏庭中三物記」

## 著作
- 『小竹詩文集』
- 『酒人十詠帖』
- 『小竹斎詩鈔』
- 『小竹斎文稿』